# Leo Haubenberger
Leo Haubenberger (* 27. August 1891 in Unteregging, Gemeinde Bergland, Pfarre Petzenkirchen, Niederösterreich; † 27. November 1952 in  Ratzenberg, Niederösterreich) war ein österreichischer Politiker der Nationalsozialistischen Deutschen Arbeiterpartei (NSDAP).

## Ausbildung und Beruf
Nach dem Besuch der Volks- und Bürgerschule ging er an eine Handelsakademie in Linz. Er wurde Bahnbeamter und Oberrevident. Zum 5. Oktober 1929 trat er der NSDAP bei (Mitgliedsnummer 116.050). Im Jahr 1939 war er Mitarbeiter beim Reichstreuhänder der Arbeit für das Wirtschaftsgebiet Wien-Niederdonau. Ebenso wurde er 1939 Vorsitzender des Kreisgerichts Melk. 1940 war er Schriftleiter bei der Deutschen Arbeitsfront. Er war auch Oberregierungsrat.

## Politische Mandate
- 24. Mai 1932 bis 1. Juli 1933: Mitglied des Bundesrates (IV. Gesetzgebungsperiode), NSDAP

## Sonstiges
Leo Haubenberger verbüßte mehrere politische Freiheitsstrafen. Im Jahr 1933 hatte er vier Wochen Polizeiarrest. 1934 musste er für eine Woche in Untersuchungshaft. 1936 verbrachte er abermals drei Wochen in Untersuchungshaft. Im Jahr 1947 hatte er ein Verfahren wegen des Verdachtes des Vergehens nach dem Verbots- und dem Kriegsverbrechergesetz.

## Werke
- Es werde Licht! Kurze Darstellung über Wesen und Wirken des internationalen Geheimbundes der Freimaurer, Wien 1923